# جان گری (فیلم‌نامه‌نویس)
جان گری (انگلیسی: John Grey؛ ۱۸۷۳ – ۲۷ ژوئن ۱۹۳۳) فیلم‌نامه‌نویس اهل ایالات متحده آمریکا بود.
از فیلم‌هایی که وی در آن‌ها نقش داشته‌است، می‌توان به دزدان قصابی، مخمصه و آژیر کاذب اشاره نمود.